# Trezelle Jenkins
Trezelle Samuel Jenkins (Chicago, 13 marzo 1973) è un ex giocatore di football americano statunitense che ha militato nel ruolo di offensive tackle nella National Football League (NFL).

## Carriera
Al college, Jenkins giocò a football a Michigan. Fu scelto come 31º assoluto nel Draft NFL 1995 dai Kansas City Chiefs.. Vi giocò solamente nove partite in tre stagioni, prima di passare ai New Orleans Saints e ai Minnesota Vikings senza mai scendere in campo. Nel 2007, Yahoo! Sports l'ha classificato al 31º posto tra le peggiori scelte del draft dalla fusione AFL-NFL del 1970.